# Université Koç
L'université Koç (en turc : Koç Üniversitesi ; en anglais : Koç University) est une université privée turque située à Sarıyer, l'un des districts de la ville d'Istanbul. Elle a été fondée en 1993 par le magnat de l'automobile Vehbi Koç.